# Ådne Søndrål
Ådne Søndrål (* 10. května 1971 Notodden) je bývalý norský rychlobruslař.
Prvního juniorského světového šampionátu se zúčastnil v roce 1988, roku 1989 debutoval v závodech Světového poháru a na seniorském Mistrovství světa ve sprintu. Na Mistrovství Evropy 1990 byl osmnáctý, na seniorském světovém vícebojařském šampionátu desátý a na juniorském získal stříbro. Startoval na zimních olympijských hrách v letech 1992, kde získal v závodě na 1500 m stříbrnou medaili (na kilometru se umístil na 29. příčce), a 1994, kde byl na patnáctistovce čtvrtý (na kilometru byl diskvalifikován). V sezóně 1995/1996 zvítězil v celkovém hodnocení Světového poháru na tratích 1000 m, totéž se mu podařilo v závodech na 1500 m v sezónách 1998/1999, 1999/2000 a 2001/2002. Ve druhé polovině 90. let a na začátku 21. století pravidelně získával medaile ze závodů na 1000 m a 1500 m na světových šampionátech na jednotlivých tratích (celkem deset cenných kovů, z toho čtyři zlata). Na světovém vícebojařském šampionátu dosáhl nejlépe šesté příčky (1999), stejné umístění vybojoval i na světovém sprinterském šampionátu v roce 2001. Na zimní olympiádě 1998 zvítězil na trati 1500 m, na ZOH 2002 získal na téže distanci bronz (kromě toho byl jedenáctý na 1000 m). Po sezóně 2001/2002 ukončil sportovní kariéru.
V roce 1998 obdržel cenu Oscara Mathisena.